# Jakob Schurtanner
Jakob Schurtanner (* um 1450 in St. Gallen; † 1526 in Teufen, Appenzell Ausserrhoden) war ein Schweizer katholischer Priester und evangelisch-reformierter Pfarrer in Teufen und Reformator im Appenzellerland. 

## Leben
Schurtanner stammte wahrscheinlich aus St. Gallen, aber 1505 wurde er erstmals schriftlich erwähnt, als er Verweser der Pfarrei Berg wurde. Von 1507 bis 1525 war er Pfarrer in Teufen, und er führte 1523 in seiner Pfarrei die evangelische Lehre ein. Aber bereits 1525 wurde er durch die zunehmenden Wiedertäufer aus dem Amt gedrängt. 
Schurtanner gilt als ein wichtiger Wegbereiter der Reformation im Appenzellerland, der durch sein Ansehen und bereits hohes Alter für seine Amtsbrüder ein Vorbild war. Schurtanner stand in engem Kontakt zu den Reformatoren Joachim Vadian in St. Gallen und Huldrych Zwingli in Zürich. Zwingli widmete ihm seine 1524 gedruckte Predigt „Der Hirt“, weil er viel von ihm hielt und grosse Erwartungen in ihn setzte.
Heute erinnert nur noch die Schurtannerstube, ein Raum im ehemaligen Pfarrhaus Hörli, an den Reformator Teufens.